# Crossonema civellae
Crossonema civellae är en rundmaskart som först beskrevs av Steiner 1949.  Crossonema civellae ingår i släktet Crossonema och familjen Criconematidae. Inga underarter finns listade i Catalogue of Life.